# Ctenomys bergi
Ctenomys bergi is een zoogdier uit de familie van de kamratten (Ctenomyidae). De wetenschappelijke naam van de soort werd voor het eerst geldig gepubliceerd door Thomas in 1902.

## Voorkomen
De soort komt voor in het midden van Argentinië.